# Feuquières
Feuquières je priimek več oseb:
- Antoine de Pas, Marquis de Feuquières, francoski general
- Isaac Manasses de Pas, Marquis de Feuquieres, francoski general